# Campeonato Panamericano de Béisbol Sub-10
El Campeonato Panamericano de Béisbol Sub-10 es organizado por la Confederación Mundial de Béisbol y Sóftbol y la Confederación Panamericana de Béisbol desde el año 1996 en México resultando la selección local como primer campeón, además la Selección de béisbol de Venezuela es el más ganador con 8 títulos 3 de ellos consecutivos desde 1998 hasta 2000.

## Historial
| Año          | Sede                                |                      | Medalla de oro       | Medalla de plata     |  | Medalla de bronce |
| 1996 Detalle | México                              | México               | Perú                 | Brasil               |  |                   |
| 1997 Detalle | México                              | Cuba                 | Venezuela            | Brasil               |  |                   |
| 1998 Detalle | México                              | Venezuela            | México               | Brasil               |  |                   |
| 1999 Detalle | Santo Domingo, República Dominicana | Venezuela            | Puerto Rico          | República Dominicana |  |                   |
| 2000 Detalle | Los Teques, Venezuela               | Venezuela            | Puerto Rico          | Colombia             |  |                   |
| 2001 Detalle | Las Vegas, República Dominicana     | Brasil y Venezuela   | República Dominicana | Panamá               |  |                   |
| 2002 Detalle | Isla Margarita, Venezuela           | Venezuela            | Brasil               | Cuba                 |  |                   |
| 2003 Detalle | Cartagena, Colombia                 | Colombia             | Venezuela            | Panamá               |  |                   |
| 2004 Detalle | Ciudad de Guatemala, Guatemala      | Venezuela            | Panamá               | Nicaragua            |  |                   |
| 2005 Detalle | La Habana, Cuba                     | Cuba                 | Venezuela            | República Dominicana |  |                   |
| 2007 Detalle | Santo Domingo, República Dominicana | República Dominicana | Venezuela            | Brasil               |  |                   |
| 2008 Detalle | San Pedro Sula, Honduras            | Panamá               | Venezuela            | Nicaragua            |  |                   |
| 2009 Detalle | Vargas, Venezuela                   | Venezuela            | Panamá               | Colombia             |  |                   |
| 2010 Detalle | Ciudad de Panamá, Panamá            | Colombia             | Venezuela            | Nicaragua            |  |                   |
| 2011 Detalle | Managua, Nicaragua                  | Venezuela            | Panamá               | Nicaragua            |  |                   |
| 2012 Detalle | Barranquilla, Colombia              | Brasil               | Colombia             | Panamá               |  |                   |
| 2013 Detalle | Managua, Nicaragua                  | Venezuela            | Nicaragua            | Panamá               |  |                   |
| 2014 Detalle | México                              | Panamá               | Brasil               | Nicaragua            |  |                   |
| 2015 Detalle | México                              | Panamá               | México               | Nicaragua            |  |                   |
| 2016 Detalle | Nicaragua                           | Nicaragua            | Panamá               | México               |  |                   |
| 2017 Detalle | Tamaulipas, México                  | Nicaragua            | México               | República Dominicana |  |                   |
| 2018 Detalle | San Pedro Sula, Honduras            | Nicaragua            | República Dominicana | Brasil               |  |                   |
| 2019 Detalle | San José, Costa Rica                | Panamá               | Colombia             | Nicaragua            |  |                   |

## Medallero
| #  | País                 |   |   |   | Total |
| -- | -------------------- | - | - | - | ----- |
| 1  | Venezuela            | 9 | 6 | 0 | 15    |
| 2  | Panamá               | 4 | 4 | 8 | 16    |
| 3  | Nicaragua            | 3 | 1 | 7 | 11    |
| 4  | México               | 2 | 3 | 1 | 6     |
| 5  | Brasil               | 2 | 2 | 5 | 9     |
| 6  | Colombia             | 2 | 2 | 2 | 6     |
| 7  | República Dominicana | 1 | 2 | 3 | 6     |
| 8  | Cuba                 | 1 | 0 | 1 | 2     |
| 9  | Puerto Rico          | 0 | 2 | 0 | 2     |
| 10 | Perú                 | 0 | 1 | 0 | 1     |